# Siete en la mira
Siete en la mira (también se conoce como Siete En La Mira) es una película mexicana de acción y suspenso estrenada en 1984 dirigida por Pedro Galindo III. Esta protagonizada por Mario Almada, Fernando Almada y Jorge Reynoso.

## Trama
Los Hermanos Ventura viven el un tranquilo pueblo que se encuentra en las afueras de las grandes ciudades y uno de ellos se dedica al comercio y el otro es el sheriff de dicho pueblo, pero su tranquilidad se ve irrumpida por una banda de pandilleros que montan motocicletas de carreras y buscan establecerse en el pueblo. 

## Reparto
- Mario Almada como Sheriff
- Fernando Almada como Marcos
- Jorge Reynoso como Vikingo
- Adalberto Arvizu como Deputy
- Diana Ferreti como Mazda
- Fernando Benavides
- Rubén Benavides
- Eleazar Garcia Jr. como Falco
- Javier García como Yunke
- Nina Kovars como Rubia
- Julio Lerma como Cherokee
- Luis López como Milo
- Melchor Morán como Pedrito
- Ernesto Rendón como Gitano
- Lili Soto como Gina
- Fernando Sáenz como Adam

## Banda sonora
- Whirly Bird, interpretada por Bent Myggen
- Bach is Back, interpretada por Wolfgang Stadele
- Super Train, interpretada por Wolfgang Stadele
- Speed Reader, interpretada por Tom Elliot
- Speedometer, interpretada por Wolfgang Stadele
- Star People, interpretada por Tom Elliot
- Turbulence, interpretada por Tom Elliot
- Midnight Flash, escrita e interpretada por Bent Myggen
- Valley Cat, escrita e interpretada por Bent Myggen